# Бхашани, Абдул Хамид Хан
Абдул Хамид Хан Бхашани (Бхасани, англ. Abdul Hamid Khan Bhashani, бенг. আবদুল হামিদ খান ভাসানী; 12 декабря 1880 — 17 ноября 1976), сокращенно Маулана Бхашани — общественный и политический деятель, Пакистана, исламский учёный и лидер бенгальского национального движения в Британской Индии (затем Восточном Пакистане и Бангладеш).
За свою защиту бедных Маулана Бхашани широко известен под почетным титулом Мазлум Джананета («заступник угнетённых»): он приобрёл массовую популярность среди крестьянства и участвовал в создании Ассоциации крестьян Восточного Пакистана. Из-за его левых взглядов, часто определяемых как исламский социализм, его также называли «Красным Мауланой». Неоднократно подвергался преследованиям со стороны властей.
Выпускник исламского центра Деобанда и участник движения в поддержку халифата, протестовавшего против распада Османской империи, он возглавил мусульман Ассама в успешной кампании гражданского неповиновения британским колониальным властям, а во время референдума в Силхете 1947 года добился, чтобы город Силхет решил присоединиться к Пакистану.
Был основателем и главой Всепакистанской мусульманской лиги Авами (Народной мусульманской лиги) в провинции, которая позже стала левой партией Авами лиг. Однако позже, из-за разногласий с правыми партийными лидерами наподобие Шахида Сухраварди по вопросу автономии Восточного Пакистана, он сформировал новую прогрессивную партию под названием Национальная партия Авами (Национальная народная партия). Обеспокоенным растущим влиянием американского империализма в Пакистане, он вновь разошёлся с Сухравардхи, когда тот в качестве премьер-министра Пакистана решил присоединиться к возглавляемым США оборонным пактам СЕНТО и СЕАТО.
Раскол внутри левого лагеря на промосковские и пропекинские фракции в конечном итоге привел к распаду Национальной партии Авами на две отдельные (просоветскую фракцию возглавил Музаффар Ахмед). После войны Пакистана с Индией 1965 года Бхашани демонстрировал некоторую поддержку внешней политики президента страны фельдмаршала Айюб Хана в его ориентации на Китай, однако затем при поддержке Фатимы Джинны он подготовил и возглавил массовые выступления против режима в 1968—1969 годах.
Американский журналист Дэн Коггин, писавший для Time, назвал Бхашани центральной фигурой в подготовке народного восстания 1969 года в Восточном Пакистане, завершившегося крахом режима Айюб Хана и освобождением шейха Муджибура Рахмана. По словам автора С. Ахтара Эхтишама, решение Бхашани бойкотировать всеобщие выборы в Пакистане 1970 года фактически привело к победе Авами лиг Муджибура Рахмана — без каких-либо реальных конкурентов партия в Восточном Пакистане получила 160 из 162 мест от провинции и, таким образом, большинство в Национальном собрании Пакистана.

## Биография
В 1880 году Абдул Хамид Хан Бхашани родился в деревне Дхангара в округе Сираджгандж (Майменсингх) в Бенгальском президентстве. Был сыном бенгальца Шарафат Али Хана. С 1907 по 1909 год получил религиозное образование в медресе Деобанд. Ассоциация Махмудула Хасана (известного как Шайхул Хинд) и других прогрессивных исламских мыслителей вдохновила Бхашани на борьбу против британского империализма. В 1909 году он начал преподавать в школе в Кагмари, Тангайл.

### Деятельность в колониальной Индии
С 1917 года Бхашани был вовлечен в активную политику. Вначале стал активистом Националистической партии, возглавляемой Читтаранджаном Дасом, а затем присоединился к Индийскому национальному конгрессу в 1919 году. В 1920 г. арестован и заключен в тюрьму. После освобождения он участвовал в движении в поддержку халифата. В 1921 году он участвовал в Движении несотрудничества с британскими колониалистами, за что был на некоторый срок брошен за решётку вместе со своими многочисленными последователями.
В 1930 году вступил в Мусульманскую лигу. В 1937 году был избран депутатом Законодательного собрания Ассама от округа Дубри (Южный) и заседал там до 1946 года. В апреле 1944 года он был избран президентом Мусульманской лиги на сессии в Барпете, после чего посвятил себя пакистанскому движению.

### Борьба за права бенгальцев в независимом Пакистане
Накануне создания Пакистана в 1947 году возглавлял кампанию гражданского неповиновения в провинции Ассам. После разделения на Индию и Пакистан и ухода британцев, Бхашани спланировал свои действия против новой правящей верхушки. 23 июня 1949 года он основал оппозиционную партию Народная мусульманская лига Восточного Пакистана (Мусульманская лига Авами). Бхашани был избран её председателем, а Шамсул Хук — генеральным секретарем. 24 июля 1949 года Бхашани организовал первый митинг Мусульманской лиги Авами в Арманитоле (Дакка). Далее возглавлял партию в 1951—1957 годах.
31 января 1952 года он сформировал «Общепартийный комитет движения за язык», выступавший за признание бангла (бенгальского) в качестве национального языка в Пакистане. На заседании руководства своей партии, состоявшемся 21-23 октября 1953 года, инициировал переименование Мусульманской лиги Авами в просто Лигу Авами (Авами лиг, или Народную лигу).
В результате движения за статус бенгальского языка 1952 года как центральная, так и восточнопакистанская администрация правящей Мусульманской лиги потеряла здесь популярность — как не способная или не заинтересованная в защите интересов Восточного Пакистана. Под руководством Бхашани 4 декабря 1953 года был создан Национально-демократический фронт, а затем по его же инициативе накануне выборов 1954 года в провинции был учреждён Объединённый фронт, бросивший вызов Мусульманской лиге. Фронт состоял из партии Бхашани, Крестьянской народной партии (Кришак Срамика) бывшего премьер-министра Бенгалии А. К. Фазлула Хука, Лиги Авами Шахида Сухраварди, Демократической партии Махмуда Али и Низам-э-Ислам. Объединенный фронт выиграл провинциальные выборы в Восточном Пакистане, победив Мусульманскую лигу.
В результате победы Объединённого фронта над Мусульманской лигой на выборах 1954 года лидер последней, премьер-министр Нурул Амин, уступил место в парламенте молодому студенческому лидеру Халеке Наваз Хану, а Объединённый фронт сформировал правительство провинции Восточный Пакистан, которое, впрочем, было принудительно отправлено в отставку центром.

### Преследования и борьба за независимость Бангладеш
Бхашани был членом Комитета защиты мира Восточного Пакистана с 1951 года и участвовал в сессии Всемирного Совета Мира в Берлине в 1954 году. Во время этой поездки Бхашани, когда он посещал Стокгольм в мае 1954 года, правительство Искандера Мирзы запретило ему возвращаться в Восточный Пакистан и заклеймило его как коммуниста. С 7 по 23 мая 1956 года Бхашани объявил голодовку, требуя поставок продовольствия для голодающих людей.
24-25 июля 1957 года Бхашани созвал конференцию пакистанских демократических активистов, на которой была сформирована Национальная народная партию Авами Восточного Пакистана. Бхашани был избран председателем (занимал должность в 1957—1958 годах), Махмудул Хук Османи — генеральным секретарём.
По словам Эхтишама, Бхашани сыграл решающую роль в решении оппозиции выдвинуть Фатиму Джинну вместо Азама Хана на президентских выборах 1965 года. Фатима Джинна первоначально отбросила предложение о своей номинации, однако после личного вмешательства Бхашани она согласилась быть совместным кандидатом оппозиции.
2-3 января 1968 года Бхашани организовал Кооператив земледельцев Восточного Пакистана и был избран его председателем-учредителем. 15 июня 1968 года Бхашани основал Кооператив провинциальных торговцев рыбой в библиотеке бара Дакки. 12 октября того же года он был арестован правительством Айюб Хана прямо из больницы Мирзапур в Тангайле.
В 1970 году Бхашани призвал к независимости Восточного Пакистана в соответствии с Лахорской резолюцией 1940 года. Когда 26 марта 1971 года началась Освободительная война Бангладеш, Бхашани был заключен в Индии. Он был возвращен индийской армией в Бангладеш сразу после окончания войны.
Бхашани со своей Национальной партией Авами организовал в округе Тоба-Тек-Сингх Международную конференцию в Кисан с 23 по 25 марта 1970 года. На конференции он обратился к правительству Пакистана о проведении референдума по вопросу, одобряет ли население исламский социализм, и предупредил о возможной партизанской войне в случае отсутствия диалога.
В 1971 году Мулана Абдул Хамид Хан Бхшани был председателем Сорбодолийо Сонграм Парисад (Sorbodoliyo Songram Parisad). Он просил Китай помочь Бангладеш в освободительной войне, однако запрос остался без ответа.

### В независимой Народной республике Бангладеш
Вокруг Бхашани, намеревавшегося играть роль конструктивного оппозиционера новому правительству независимого Бангладеш, группировались прогрессивные силы, однако вскоре фракционные склоки и разногласия ослабили его силу. Пик его влияния пришёлся на 1974 год.
Он резко критиковал репрессивный стиль Лиги Авами и правительства БАКСАЛ, предостерегая Муджибура Рахмана от перехода к однопартийному государству и провозглашения себя пожизненным президентом. Однако он был глубоко потрясен и убийством Муджибура Рахмона и членов его семьи после военного переворота; по воспоминаниям очевидца, узнав о гибели своего ученика и оппонента, он расплакался, а затем последовал в свою молитвенную комнату, чтобы вознести молитву.
В мае 1976 года он возглавил «Долгий поход» с требованием снести плотину Фаракка, построенную Индией для отвода вод Ганга на её территорию, что приводило к высыханию реки Падма и опустыниванию Бангладеш. С тех пор каждый год 16 марта в Бангладеш отмечается исторический день долгого похода Фаракки.

## Наследие
Бхашани считается сторонником антиимпериалистической, некоммуналистской и левой политики его поклонниками в Бангладеш и за пределами страны. В 2004 году Бхашани занял 8-е место в опросе BBC «Величайший бенгалец всех времен».